# Woerdense vakantieweek
De Woerdense vakantieweek is een jaarlijks terugkerend evenement dat plaatsvindt op het exercitieveld in de Nederlandse stad Woerden. Het evenement wordt georganiseerd in de laatste week van de zomervakantie en duurt acht dagen. In 2022 waren er tussen de 70 en 80 duizend bezoekers aanwezig. Er treden bekende bands op, zoals in 2017 de Golden Earring en de signdancer Mirjam Stolk. In 2024 trad Glennis Grace op.

## Geschiedenis
In 1954 nam burgemeester Vos het initiatief om de plaatselijke verenigingen op te roepen hun krachten te bundelen en een jaarlijks terugkerende feestweek te organiseren. Het doel was om de vakantievierende inwoners en bezoekers van Woerden op een aangename manier bezig te houden en hen in contact te brengen met de activiteiten van lokale culturele verenigingen. Op 20 juli 1954 werd het comité Woerdense VakantieWeek officieel geïnstalleerd. Sinds dat moment wordt het evenement altijd door vrijwilligers georganiseerd met sponsoring van lokale bedrijven. Oorspronkelijk was de week vooral gericht op kinderen, maar later werd het doel steeds meer gericht op de gehele bevolking. 
De eerste Woerdense vakantieweek begon op maandag 16 augustus 1954 met een rebuswedstrijd voor de jeugd. Gedurende de week vonden er diverse activiteiten plaats. De week werd afgesloten op zaterdagavond 21 augustus met een massazang onder begeleiding van de Boerenkapel in de muziektent op de Nieuwe Markt. Deze muziektent, die sinds 1954 aanwezig is, werd in 2017 voor de 63e keer opgezet en gerestaureerd naar de oorspronkelijke staat.
In 1957 werd iedereen met de achternaam Van Woerden uitgenodigd om op 'kaasmarktwoensdag' deel te nemen aan de vakantieweek. Er kwamen 300 personen opdagen en gingen vanaf het station in optocht naar de kaasmarkt, waar de oudste deelnemer de markt opende.
Sinds 1959 heeft de Woerdense vakantieweek een Jeugdkoningin en twee Hofdames, die het gezicht van het evenement vormen. De mode van de japonnen die zij dragen, weerspiegelt de veranderingen door de jaren heen. Hoewel de rol traditioneel is, heeft er eens een mannelijk trio geprobeerd deze positie te bekleden, wat echter niet officieel werd erkend.
In 2003 werd Woerdy, een mascotte in de vorm van een grote opgeblazen woerd (mannetjeseend), geïntroduceerd. Woerdy staat op een vlot in de Singel nabij het kasteel van Woerden.